# Domenico Bresolin
Domenico Bresolin (Padova, 1813 – Venezia, 23 marzo 1900) è stato un pittore e fotografo italiano.

## Biografia

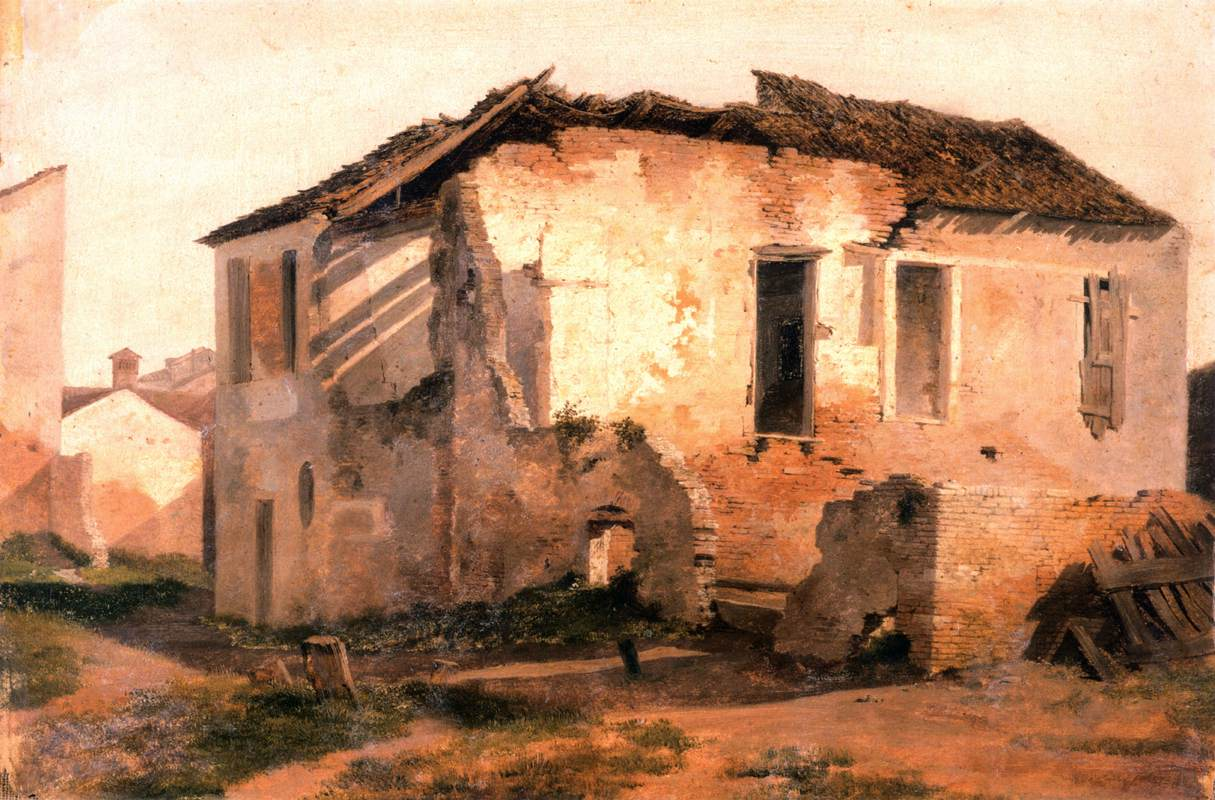
Domenico Bresolin - Casa Diroccata - Museo d'Arte Moderna, Ca' Pesaro, Venezia.

Figlio di un muratore, Domenico inizia la sua attività lavorativa come decoratore e nel 1841 si iscrive all'Accademia di belle arti di Venezia, dove ha come maestri l'architetto Francesco Lazzari, i pittori Francesco Bagnara e Tranquillo Orsi e lo scultore Luigi Zandomeneghi.
Alla Biennale di Venezia del 1844 è premiato con una medaglia d'oro con Paesaggio con castello.
Nel 1845 viaggia a Firenze per studiare con Károly Markó il Giovane, membro di una nota famiglia di paesaggisti di origine ungherese, tra i primi artisti a incentivare la riproduzione di soggetti en plein air; in questo periodo, a seguito di un incontro avvenuto a Roma con il fotografo concittadino Giacomo Caneva, è tra i primi a interessarsi alla fotografia come strumento propedeutico alla riproduzione di soggetti su tela, praticando la tecnica della calotipia, che consiste nello sviluppo di immagini riproducibili con la tecnica del negativo/ positivo.
Nel corso degli anni '50 lavora come fotografo presso lo studio del fotografo svizzero Carlo Ponti. 
Nel 1854 viene indicato tra i soci dell'Accademia di belle arti di Venezia con la qualifica di pittore paesista e fotografo
e risulta titolare di uno studio fotografico.
Nel 1860 partecipa alla Biennale di Venezia con Caduta dell'Aniene a Tivoli.
Nel 1864 ottiene la cattedra di Vedute di paese e di mare dell'Accademia di belle arti di Venezia, abbandonando la fotografia e trasferendo il proprio archivio all'amico 
Carlo Ponti.
Da questo momento dirada le partecipazioni alle mostre, dedicandosi pienamente all'insegnamento: tra gli allievi figurano i più noti paesisti veneti, come Guglielmo Ciardi, Giacomo Favretto, Luigi Nono, Alessandro Milesi, Giulio Ettore Erler, Millo Bortoluzzi, Luigi Serena, Giuseppe Canella, Pietro Fragiacomo ed Ettore Tito.
Muore a Venezia il 23 marzo 1900.
Il pronipote Giovanni Salviati (Venezia, 1881-1950), allievo di Guglielmo Ciardi all'Accademia di belle arti di Venezia, è anch'egli artista vedutista specializzato nella riproduzione di soggetti lagunari e trevigiani.

## Stile
Paesista, importante esponente del vedutismo veneto e unanimemente definito come uno dei padri fondatori della fotografia veneziana, predilige soggetti tratti da antiche rovine romane, dove spicca l'uso fortemente emozionale della luce derivato da Canaletto e applicato, nello stesso periodo, dai pittori Macchiaioli.
Bresolin risulta tra i primi artisti decisi a rinnovare il consueto paesaggio elaborato sugli schemi tradizionali, importando dalla Francia lo schema di riproduzione all'aria aperta ed esortando gli allievi a confrontarsi direttamente col vero e con le emozioni
da esso suscitate.
A livello tecnico si contraddistingue per un forte utilizzo di chiaroscuro e riflessi, necessari a risaltare le qualità della luce e i valori naturalistici dei soggetti riprodotti.
Data l'affinità di temi e soggetti, diversi suoi dipinti sono attribuiti a Guglielmo Ciardi, il suo principale allievo.

## Opere principali
- Autoritratto (1840), olio su tela, collezione privata;
- Ritratto di Maddalena Stefanelli da giovane (1840-1843), olio su tela, collezione privata;
- Veduta di Firenze (1843), olio su cartoncino, collezione privata;
- Ponte sull'Arno (1843), olio su cartoncino, collezione privata;
- Squero (1843-1848), olio su cartoncino, collezione privata;
- Paesaggio con castello (1844), olio su tela, Comune di Desenzano del Garda;
- Veduta di Firenze e dell'Arno alle Cascine (1844), olio su cartoncino, collezione privata;
- Rovine dell'acquedotto Claudio (1845), olio su cartoncino, collezione privata;
- Frammenti dell’acquedotto Claudio (1845), olio su cartoncino, collezione privata;
- Campagna con rovine (1845), olio su cartoncino, collezione privata;
- Paesaggio con rovine (1845), olio su cartoncino, collezione privata;
- Il ritorno dei mietitori (1845), olio su tela, collezione privata;
- Figura di contadino (1845-1846), olio su cartoncino, collezione privata;
- Joseph Muner 29 marzo 1846 (1846), olio su cartoncino, collezione privata;
- Figura di uomo con bastoni sulla spalla (1845-1846), olio su cartoncino, collezione privata;
- Figura di lavorante con cesto (1845-1846), olio su cartoncino, collezione privata;
- Figura di uomo anziano (1845-1846), olio su cartoncino, collezione privata;
- Figura di sondato austriaco (1845-1846), olio su cartoncino, collezione privata;
- Figura di sondato con colbacco e sciabola (1845-1846), olio su cartoncino, collezione privata;
- Figura di donna con scialle (1845-1846), olio su cartoncino, collezione privata;
- Gruppo di persone sulla strada (1845-1846), olio su cartoncino, collezione privata;
- Tronco d'albero (1846), olio su cartoncino, collezione privata;
- Domenico Bresolin dipinge (1848), olio su cartoncino, collezione privata;
- Ponte sul Natisone (1848), olio su cartoncino, collezione privata;
- Autoritratto (1850), olio su tela, collezione privata;
- Pastori con cavalli e capre (1850), olio su cartoncino, collezione privata;
- Casa diroccata (1850), olio su carta applicata a tela, Museo d’Arte Moderna Ca’ Pesaro, Venezia;
- A Cortina d’Ampezzo - Zuel (1851), olio su cartoncino, collezione privata;
- Casa sotto il monte (1850-1855), olio su cartoncino, collezione privata;
- Paesaggio alpino (1850-1855), olio su cartoncino, collezione privata;
- Cascata (1850-1855), olio su cartoncino, collezione privata;
- Vallata con montagne (1850-1855), olio su cartoncino, collezione privata;
- Strada tra le montagne (1850-1855), olio su cartoncino, collezione privata;
- Ponte di legno su ruscello (1850-1855), olio su cartoncino, collezione privata;
- Barche sulla spiaggia (1850-1860), olio su cartoncino, collezione privata;
- Bragozzi in Laguna (1860-1870), olio su cartoncino, collezione privata;
- Veduta delle Zattere dalla Giudecca (1860-1870), olio su cartoncino, collezione privata;
- Alle Zattere (1864-1868), olio su cartoncino, collezione privata;
- Squero in laguna (1864-1868), olio su cartoncino, collezione privata;
- Veliero alle Zattere (1864-1868), olio su cartoncino, collezione privata;
- Zattere con velieri (1864-1868), olio su cartoncino, collezione privata;